# 板橋演藝廳通風口坍塌事故
板橋演藝廳通風口坍塌事故(韓語：판교 공연장 환풍구 붕괴 사고)為2014年10月17日(UTC+9)，於南韓京畿道城南市所發生的坍塌意外事故，當時韓國女子團體4Minute於城南市舉行小型演唱會，當地時間傍晚5點53分通風口突然坍塌，站在上頭觀看表演的民眾墜落約20公尺深的通風井，已知造成16人死亡，11人重傷。

## 事故經過
事故發生於2014年10月17日，在南韓京畿道城南市盆唐區三坪洞的板橋科技城（Pangyo Techno Valley）戶外演藝場附近的地下停車場通風口。當天正舉行「2014年第一屆板橋科技谷節」，著名歌手的慶祝演出即將進行。事故發生於下午5點53分，當時女子團體4Minute正在演唱《Hot Issue》，與U-space停車場相連的通風口蓋板突然倒塌，導致站在蓋板上觀看演出的27名觀眾跌落至約20公尺（相當於6層樓高）的U-space停車場通風口底部。通風口底部有數十根1.2米長的尖銳物，進一步加劇了受害者的傷害程度。這起事故導致16人死亡，11人受傷。
推測事故原因是因為觀眾為了能更好地觀看表演，一同站在通風口上，導致蓋板無法承受過多重量而崩塌。負責此案的京畿道地方警察廳調查本部於10月23日傳喚了通風口施工公司相關人員進行調查。警方主要調查是否存在施工不當和劣質材料使用問題，並對施工公司、供應商，以及U-space建築的承包商POSCO建設、設計和監理建築事務所等5名相關人員實施了出國禁令，共有11人被禁止出境。
10月18日早上7點15分左右，負責該活動安全對策的京畿科學技術振興院一名37歲的主管吳某在南韓京畿道城南市盆唐區科技谷公共支援中心大樓旁的路邊被發現死亡。 吳某在10月18日凌晨2點左右接受了警方的參考人調查，之後返回了辦公室。監控錄像顯示，他於清晨6點50分從辦公室離開，並通過緊急樓梯前往10樓的屋頂。警方隨後在屋頂上找到了他的手機，推測他可能因承受巨大壓力而選擇自我了結。

## 事故現場
事故現場的通風口總面積為15平方米，承載能力為每平方米1500公斤，即以65公斤的成年人為標準，可以承載23人的重量。然而，發生通風口崩塌事故的「U Space 2」建築在進行五次定期檢查時，均被評定為「無異常」。但在檢查過程中，這些通風口並不在檢查項目內。

## 主辦方爭議
當時的橫幅上標示著活動由「京畿道政府、城南市政府、京畿科學技術振興院」主辦，「Edaily TV」承辦。然而，京畿道政府與城南市政府隨後聲明，他們的名義被盜用，並表示從未參與主辦。而Edaily方面則否認了盜用名義的指控。針對此事，時任城南市市長李在明表示，城南市政府已拒絕了Edaily方面利用媒體身份提出的特權請求，包括土地需求、建築需求、共同舉辦文化活動的要求及3000萬韓元的贊助要求等。

## 後續措施
2015年1月22日，盆唐警察署將包括活動主辦方在內的17名相關人員立案，並將案件移送檢察機關。警方調查結果顯示，事故現場的通風口是由一家無施工執照的材料供應商負責安裝的。隨後在3月23日，水原地方檢察廳城南支廳以疏忽安全義務為由，起訴了包括活動代辦公司總監在內的13名相關人員。
2015年2月6日，活動主辦方京畿科學技術振興院與Edaily在京畿道政府的調解下，決定各自分擔一半，共同支付約68億韓元的賠償金給16名事故罹難者家屬。這次賠償金的支付速度比其他類似事故快了至少6個月。京畿道政府在調解過程中展現了負責任的態度，迅速達成與罹難者家屬的協議，並立即著手履行協議內容。
2014年11月，新世界黨議員申成範等人提出了《演出法》部分修正案，該法案於2015年4月30日通過韓國國會。這項修正案規定演出場所的經營者必須強制辦理演出場地的登記、進行安全檢查，以及制定防災計畫等措施。